# Liste der Familienminister Norwegens

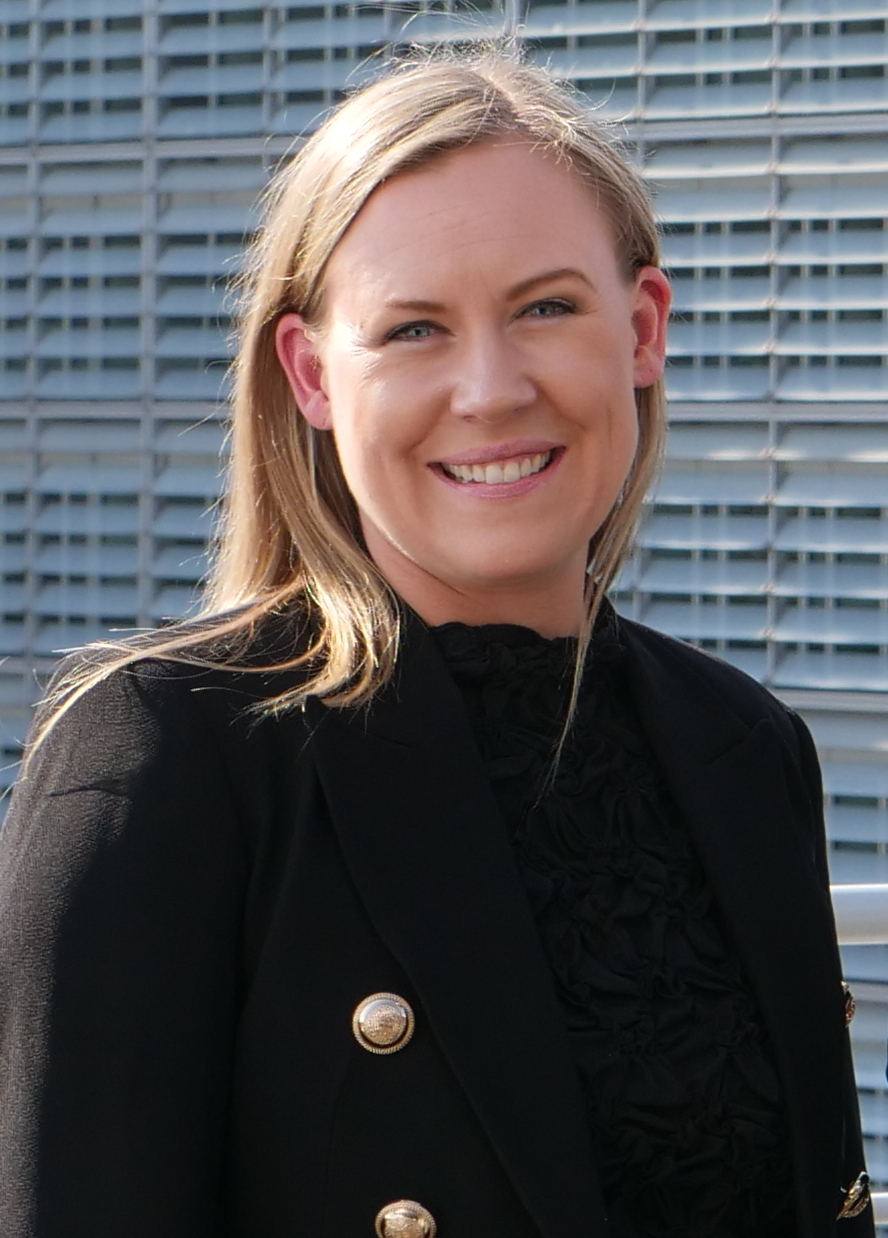
Lene Vågslid, Kinder- und Familienministerin

Dies ist eine Liste der Familienminister Norwegens. Die erste Familien- und Verbraucherministerin wurde 1956 ernannt. Zwischen 1972 und 1990 gab es das Ministerium nicht mehr und der Themenbereich wurde zum Großteil an das Sozialministerium übertragen. 1990 wurde das Familien- und Verbraucherministerium wieder geschaffen, bevor es 1991 in Kinder- und Familienministerium umbenannt wurde. 2006 erfolgte eine Umbenennung der Amtsbezeichnung in Kinder- und Gleichstellungsminister. 2010 erhielt der Posten den Titel Kinder-, Gleichstellungs- und Inklusionsminister. 2016 wurde der Begriff Inklusion erneut gestrichen. Die letzte Umbenennung erfolge im Januar 2019 und das dazugehörige Ministerium heißt seitdem Kinder- und Familienministerium.
Derzeitige Kinder- und Familienminister ist Lene Vågslid von der Arbeiderpartiet (Ap).

## Liste
| Regierung         | Minister                  | Amtsbeginn | Amtsende | Partei                    | Ministerium                                         | Anmerkung                                          |
| ----------------- | ------------------------- | ---------- | -------- | ------------------------- | --------------------------------------------------- | -------------------------------------------------- |
| Gerhardsen III    | Aase Bjerkholt            | 1956       | 1963     | Arbeiderpartiet           | Familien- und Verbraucherministerium                | erste Amtszeit                                     |
| Lyng              | Karen Grønn-Hagen         | 1963       | 1963     | Senterpartiet             | Familien- und Verbraucherministerium                |                                                    |
| Gerhardsen IV     | Aase Bjerkholt            | 1963       | 1965     | Arbeiderpartiet           | Familien- und Verbraucherministerium                | zweite Amtszeit                                    |
| Borten            | Elsa Skjerven             | 1965       | 1971     | Kristelig Folkeparti      | Familien- und Verbraucherministerium                |                                                    |
| Bratteli I        | Inger Louise Valle        | 1971       | 1972     | Arbeiderpartiet           | Familien- und Verbraucherministerium                |                                                    |
| Syse              | Solveig Sollie            | 1990       | 1990     | Kristelig Folkeparti      | Familien- und Verbraucherministerium                |                                                    |
| Brundtland III    | Matz Sandman              | 1990       | 1991     | Arbeiderpartiet           | Familien- und Verbraucherministerium                |                                                    |
| Brundtland III    | Matz Sandman              | 1991       | 1991     | Arbeiderpartiet           | Kinder- und Familienministerium                     |                                                    |
| Brundtland III    | Grete Berget              | 1991       | 1996     | Arbeiderpartiet           | Kinder- und Familienministerium                     | Unterbrechung von Dezember 1993 bis April 1994     |
| Brundtland III    | Kari Nordheim-Larsen      | 1993       | 1994     | Arbeiderpartiet           | Kinder- und Familienministerium                     | Vertretung für Grete Berget                        |
| Regierung Jagland | Sylvia Brustad            | 1996       | 1997     | Arbeiderpartiet           | Kinder- und Familienministerium                     |                                                    |
| Bondevik I        | Valgerd Svarstad Haugland | 1997       | 2000     | Kristelig Folkeparti      | Kinder- und Familienministerium                     |                                                    |
| Stoltenberg I     | Karita Bekkemellem        | 2000       | 2001     | Arbeiderpartiet           | Kinder- und Familienministerium                     | erste Amtszeit                                     |
| Bondevik II       | Laila Dåvøy               | 2001       | 2005     | Kristelig Folkeparti      | Kinder- und Familienministerium                     |                                                    |
| Stoltenberg II    | Karita Bekkemellem        | 2005       | 2006     | Arbeiderpartiet           | Kinder- und Familienministerium                     | zweite Amtszeit                                    |
| Stoltenberg II    | Karita Bekkemellem        | 2006       | 2007     | Arbeiderpartiet           | Kinder- und Gleichstellungsministerium              | zweite Amtszeit                                    |
| Stoltenberg II    | Manuela Ramin-Osmundsen   | 2007       | 2008     | Arbeiderpartiet           | Kinder- und Gleichstellungsministerium              |                                                    |
| Stoltenberg II    | Anniken Huitfeldt         | 2008       | 2009     | Arbeiderpartiet           | Kinder- und Gleichstellungsministerium              |                                                    |
| Stoltenberg II    | Audun Lysbakken           | 2009       | 2010     | Sosialistisk Venstreparti | Kinder- und Gleichstellungsministerium              |                                                    |
| Stoltenberg II    | Audun Lysbakken           | 2010       | 2012     | Sosialistisk Venstreparti | Kinder-, Gleichstellungs- und Inklusionsministerium | Unterbrechung von November 2010 bis März 2011      |
| Stoltenberg II    | Tora Aasland              | 2010       | 2011     | Sosialistisk Venstreparti | Kinder-, Gleichstellungs- und Inklusionsministerium | Vertretung für Audun Lysbakken                     |
| Stoltenberg II    | Kristin Halvorsen         | 2012       | 2012     | Sosialistisk Venstreparti | Kinder-, Gleichstellungs- und Inklusionsministerium | kommissarisch                                      |
| Stoltenberg II    | Inga Marte Thorkildsen    | 2012       | 2013     | Sosialistisk Venstreparti | Kinder-, Gleichstellungs- und Inklusionsministerium |                                                    |
| Solberg           | Solveig Horne             | 2013       | 2016     | Fremskrittspartiet        | Kinder-, Gleichstellungs- und Inklusionsministerium |                                                    |
| Solberg           | Solveig Horne             | 2016       | 2018     | Fremskrittspartiet        | Kinder- und Gleichstellungsministerium              |                                                    |
| Solberg           | Linda Hofstad Helleland   | 2018       | 2019     | Høyre                     | Kinder- und Gleichstellungsministerium              |                                                    |
| Solberg           | Kjell Ingolf Ropstad      | 2019       | 2019     | Kristelig Folkeparti      | Kinder- und Gleichstellungsministerium              |                                                    |
| Solberg           | Kjell Ingolf Ropstad      | 2019       | 2021     | Kristelig Folkeparti      | Kinder- und Familienministerium                     | Unterbrechung von Juni bis August 2020             |
| Solberg           | Ida Lindtveit Røse        | 2020       | 2020     | Kristelig Folkeparti      | Kinder- und Familienministerium                     | Vertretung für Kjell Ingolf Ropstad                |
| Solberg           | Olaug Bollestad           | 2021       | 2021     | Kristelig Folkeparti      | Kinder- und Familienministerium                     | zugleich Landwirtschafts- und Ernährungsministerin |
| Støre             | Kjersti Toppe             | 2021       | 2025     | Senterpartiet             | Kinder- und Familienministerium                     |                                                    |
| Støre             | Lene Vågslid              | 2025       | im Amt   | Arbeiderpartiet           | Kinder- und Familienministerium                     |                                                    |